# Lonatura noctivaga
Lonatura noctivaga är en insektsart som beskrevs av Ball 1900. Lonatura noctivaga ingår i släktet Lonatura och familjen dvärgstritar. Inga underarter finns listade i Catalogue of Life.